# Пеньково (Ленинградская область)
Пенько́во (фин. Pienhovi) — деревня в Гатчинском муниципальном округе Ленинградской области.

## История
На «Топографической карте окрестностей Санкт-Петербурга» Военно-топографического депо Главного штаба 1817 года она обозначена как деревня Пеньгова из 5 дворов.
На «Топографической карте окрестностей Санкт-Петербурга» Ф. Ф. Шуберта 1831 года упоминается деревня Сямелева из 11 дворов, позднее переименованная в Пинегово, а затем в Пеньково, а также две соседние: ныне не существующая Большая Сямеля из 10 дворов и деревня Хиндиколова (Малая Сямеля) из 6 дворов — современная Хиндикалово.

СЯМЕЛЕ — деревня принадлежит Самойловой, графине, число жителей по ревизии: 43 м. п., 59 ж. п. (1838 год)

На картах Ф. Ф. Шуберта 1844 года и С. С. Куторги 1852 года деревня обозначена как Сямелева.
В пояснительном тексте к этнографической карте Санкт-Петербургской губернии П. И. Кёппена 1849 года она записана как две смежные деревни: 
- Pienihowi (Пенговы), количество жителей на 1848 год: савакотов — 9 м. п., 13 ж. п., всего 22 человека
- Sämälä (Семеле, Семеля), количество жителей на 1848 год: савакотов — 18 м. п., 24 ж. п., всего 42 человека[8]

СЯМИЛЯ — деревня действительного статского советника Кандалинцева, по просёлочной дороге, число дворов — 19, число душ — 33 м. п. (1856 год)

В «Описаниях Санкт-Петербургской губернии» за 1838 и 1856 год все три деревни учитывались совместно.
Согласно «Топографической карте частей Санкт-Петербургской и Выборгской губерний» в 1860 году деревня называлась Пинегово и состояла из 5 крестьянских дворов.

ПЕНЬГОВО — деревня владельческая при колодце, число дворов — 5, число жителей: 7 м. п., 14 ж. п. (1862 год)

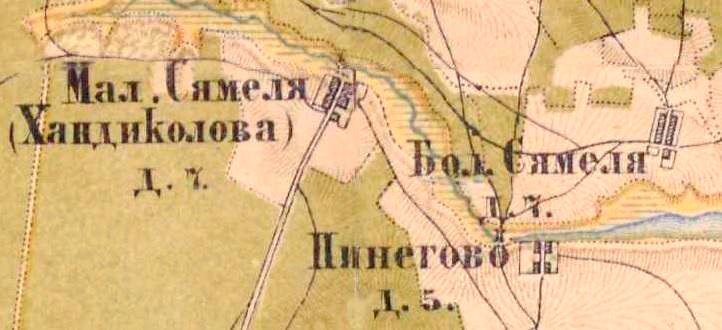
План деревни Пеньково. 1885 год

Согласно топографической карте частей Санкт-Петербургской и Выборгской губерний 1885 года деревня называлась Пинегово и также насчитывала 5 дворов.
В конце XIX века деревня административно относилась к Гатчинской волости 3-го стана Царскосельского уезда Санкт-Петербургской губернии, в начале XX века — 2-го стана. Население деревни было исключительно финским.
К 1913 году количество дворов увеличилось до 8.
Согласно данным переписи населения СССР 1926 года в деревне Пеньково Черновского сельсовета Троцкой волости Троцкого уезда проживали 57 человек, почти все финны.

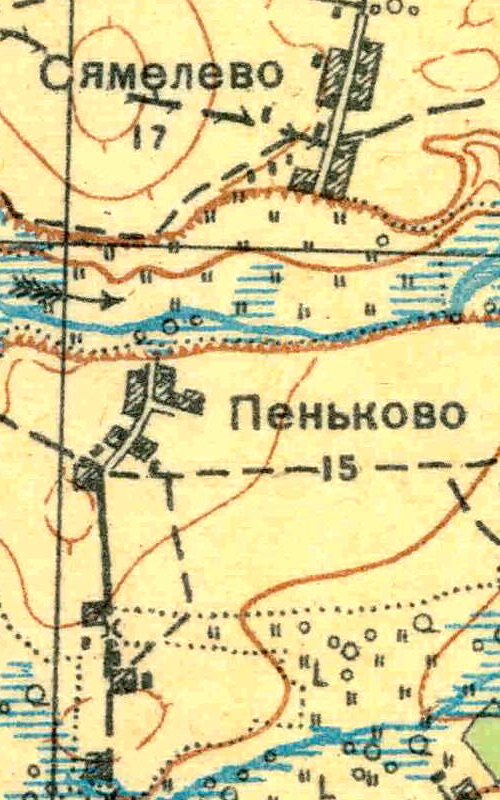
План деревни Пеньково. 1931 год

Согласно топографической карте 1931 года деревня насчитывала 15 дворов.
По данным 1933 года деревня называлась Пеньково и входила в состав Войсковицкого финского национального сельсовета Красногвардейского района.
Деревня была освобождена от немецко-фашистских оккупантов 25 января 1944 года.
По данным 1966, 1973 и 1990 годов деревня Пеньково входила в состав Пудостьского сельсовета Гатчинского района.
В 1997 году в деревне проживали 12 человек, в 2002 году — 15 человек (русские — 80%), в 2007 году — также 15, в 2010 году — 21.

## География
Деревня расположена в северной части района, к северу от автодороги 41А-102 (Войсковицы — Мариенбург).
Расстояние до административного центра поселения, посёлка Пудость — 13 км.
Расстояние до ближайшей железнодорожной станции Войсковицы — 3 км.
Деревня находится на правом берегу реки Чёрной.

## Демография
| 1862 | 2007 | 2010 | 2017 |
| ---- | ---- | ---- | ---- |
| 21   | ↘15  | ↗21  | ↘11  |

### Национальный состав
Согласно данным Всероссийской переписи населения 2021 года в деревне проживали 48 человек, из них:
  русские — 2 человека, остальные национальность не указали.